# Universal Records
Universal Records va ser una discogràfica dels Estats Units activa del 1995 al 2006. Era un segell discogràfic propietat d'⁣Universal Music Group i operava com a part de l'⁣Universal Motown Republic Group. El segell ha estat inactiu des del 2006, a causa de la formació d'⁣Universal Motown i Universal Republic Records i que n'han agafat tots els artistes. Aquests segells es van combinar finalment per formar l'última iteració de Republic Records. El 2023, l'etiqueta continua inactiva, però s'ha acreditat com a titular dels drets d'autor en alguns llançaments actuals.

## Història
Fundat el 1995 com Rising Tide Records, el segell finalment començaria a prosperar l'any següent quan el seu nom es va canviar a Universal Records per complementar la revisió de la marca de l'estructura d'Universal Studios des que MCA Inc. va ser comprada de Matsushita Electric (ara Panasonic) per Seagram. El segell, que en realitat és la segona encarnació va ser creat per l'antic president i CEO d'Universal Music Group, Doug Morris, i Daniel Glass (fundador de Glassnote Records), que es va convertir en el seu president.
El 1996, per complementar el canvi de nom de l'MCA a Universal, MCA Music Entertainment Group també es va convertir en el que avui es coneix com a Universal Music Group. Amb això, Universal Records havia d'operar sota la bandera UMG.
Universal Records va tenir èxit a l'hora de descobrir nous artistes, inclòs el debut multiplatí d'Erykah Badu, Billie Myers, Goldfinger, Akon i Lost Boyz. Universal també va introduir i es va fer càrrec d'Uptown Records després de la marxa del fundador Andre Harrell. Després de la caiguda de Heavy D de l'empremta el 1997, Universal va tancar Uptown el 1999.
La companyia discogràfica Cash Money Records amb seu a Nova Orleans, Louisiana, dirigida per Ronald "Slim" Williams i Birdman Williams, va signar un acord de distribució de tres anys de 30 milions de dòlars amb Universal Records el març de 1998. Segons els termes de l'acord, els Williams van rebre un avançament de 3 milions de dòlars cada any i un crèdit d'1,5 milions de dòlars per a cadascun dels sis artistes que tenien en aquell moment. Després de recuperar-se, Universal Records conservaria el 15% dels beneficis de les vendes d'àlbums, mentre que Cash Money conservaria el 85% així com la propietat de tots els enregistraments mestres. El primer èxit de Cash Money amb Universal va ser el llançament de Juvenile el novembre de 1998, 400 Degreez. L'àlbum va assolir el número nou del Billboard 200 i finalment va ser certificat quàdruple platí als Estats Units. Cash Money i Universal també van llançar la carrera de Lil Wayne amb el seu àlbum de novembre de 1999 Tha Block Is Hot, que va ser un dels tres millors àlbums de Billboard 200 i després certificat de platí a Amèrica.
El 10 de desembre de 1998, Seagram va completar el seu pla de set mesos de 10.600 milions de dòlars per adquirir PolyGram, fusionant la seva divisió de segells musicals amb UMG, ajudant ambdues divisions a combinar les operacions sota la companyia de gravació musical més gran. La nit de Cap d'Any de 1998, Universal Records es va unir amb el segell Motown Records de l'aleshores PolyGram i el segell Republic Records de l'MCA per formar Universal Motown Republic Group⁣; Motown va ser sotmès a UMG durant els seus dies anteriors com a MCA Inc. Era una subsidiària de MCA Records i era propietat minoritària de Boston Ventures fins a 1991. Per començar l'any nou el 1999, Universal Motown Republic Group es va convertir en una de les tres unitats musicals noves sota UMG juntament amb Interscope Geffen A&M Records i The Island Def Jam Music Group.
L'any 2001, després de l'absorció de Priority Records a EMI, No Limit Records va signar un acord de distribució amb Universal i va canviar el nom de "The New No Limit". No obstant això, aquest acord va fracassar, ja que diversos llançaments de Master P, Romeo, 504 Boyz i Choppa no van complir les expectatives comercials. No Limit va tallar els vincles amb Universal el 2004, un any després de declarar-se en fallida.
El 2023 Universal Records segueix inactiva i els seus artistes els porta Republic Records. Motown està gestionada per Capitol Music Group.